# Viinijärvi
För andra betydelser, se Viinijärvi (olika betydelser).
Viinijärvi är en sjö i kommunerna Polvijärvi, Libelits och Outokumpu i landskapet Norra Karelen i Finland. Sjön ligger 78,8 meter över havet. Den är 58,3 meter djup. Arean är 134,91 kvadratkilometer och strandlinjen är 426,5 kilometer lång. Sjön ingår i Vuoksens huvudavrinningsområde. Den ligger omkring 13 kilometer nordväst om Joensuu och omkring 350 kilometer nordöst om Helsingfors.  